# NieR: Automata
NieR: Automata (яп. ニーア オートマタ Ні: а О: томата, стилізовано як NieR: Automata) — відеогра в жанрі Action RPG, розроблена студією PlatinumGames та видана компанією Square Enix. Nier: Automata є продовженням відеогри NieR 2010 року, та спін-офом серії Drakengard. Гра була випущена для PlayStation 4 і Microsoft Windows на початку 2017 року, та портована на Xbox One в червні 2018 року з підзаголовком Become as Gods Edition. 2022 року вийшов порт для Nintendo Switch під назвою The End of YoRHa Edition.
Події гри відбуваються під час війни між машинами, створеними інопланетними загарбниками, і залишками людства. Протягом гри гравець матиме змогу зіграти за трьох персонажів: бойового андроїда 2B, її напарника 9S і прототипа-утікача A2. Геймплей поєднує в собі рольові елементи з бойовою системою слешеру, а також можливості перемикання між жанрами відеоігор, подібно до оригінального Nier, з елементами від shoot 'em up до текстових пригод.
Розробка почалася в 2014 році, коли творці серії Йоко Таро, продюсер Йосуке Сайто, і головний композитор Кейчі Окабе повернулися до своїх ролей, також до розробки залучили художника Square Enix Акіхіко Йошіду, відповідального за дизайн персонажів. Історія базується на темах, подібних до попередніх робіт Йоко, таких як імпульс до вбивства та нігілізму, а також підняття таких питань, як протидіяти упередженню та уникнути складних ситуацій. Мета полягала в тому, щоб зробити гру NieR вірною духу оригіналу, одночасно створивши кращу бойову систему. Як проєкт абсолютно новий для розробників, співробітники PlatinumGames зіткнулися з численними викликами при розробці геймплею і відкритого світу. Історія, написана Йоко, посилається на кілька філософських течій і досліджує теми пошуку цінності життя та причин, через які люди вбивають.
Гру було анонсовано на E3 2015, а після релізу Nier: Automata отримала медіа-доповнення до свого світу та сюжету, а також завантажуваний контент і кросовери з іншими іграми. Локалізацією на англійську мову займалася команда 8-4, перекладачі першої частини Nier. Після випуску гру зустріли позитивні відгуки, критики високо оцінили подання сюжету гри, характери персонажів, глибину піднятих тем, музичний дизайн, бойову систему і суміш різних жанрів гри. Невелика критика була висунута за візуальні та технічні проблеми гри. Станом на лютий 2024 року було продано понад 8 мільйонів копій гри в усьому світі.

## Ігровий процес
Nier: Automata — це рольова гра з елементами екшну (ARPG), в якій гравці беруть на себе роль бойових андроїдів з підрозділів YoRHa у відкритому світі, упродовж гри гравець керує кількома людиноподібними андроїдами, котрі борються з ворожими роботами холодною зброєю, такою як — короткі та довгі мечі, списи і бойові рукавиці. Андроїди мають два набори зброї — «швидкий» і «сильний», між якими можна перемикатися, щоб створювати комбіновані атаки. Атаки різними типами зброї також можна заряджати для збільшення шкоди. Кожна зброя має декілька стилів використання і може вдосконалюватися за допомогою зібраних матеріалів. Також у грі присутній елемент з Nier та серії Drakengard, де кожна знайдена зброя має унікальну історію пов'язану з нею. У бою також допомагають комплекти, що ремонтують персонажа, знімають негативні ефекти, або посилюють зброю. Кожного персонажа супроводжує бот — робот-помічник, який підтримує персонажа в боях. Бот може атакувати ворогів зі стрілецької зброї, ремонтувати, або захищати, гравця від шкоди різними способами та прикликати союзників. Якщо андроїд гине, його свідомість завантажується в нове аналогічне тіло. Після цього він може повернутися на місце загибелі й забрати спорядження зі старого тіла, або спробувати відремонтувати його. У разі успіху, тіло воскресає як тимчасовий союзник, а в разі невдачі стає ворогом, якого гравець може перемогти отримавши додатковий бонус. З увімкненими онлайн функціями, тіла інших гравців також можуть бути знайдені та відроджені на місці, де вони померли.
Періодично гра змінює перспективу з вигляду в трьох вимірах, до вигляду збоку чи згори. Таким чином гра перетворюється на платформер, топ-даун шутер, файтинг у площині чи Shoot ’em up. Гравець може виконувати побічні квести від неігрових персонажів, яких можна знайти по всьому ігровому світу. Магазини, що доступні у хаб-локаціях, дозволяють гравцеві купувати різні предмети, або витратні матеріали, що відновлюють здоров'я. Також персонажі здатні осідлати тварин аби швидше подорожувати локаціями, а в деяких сценаріях пілотувати літаючого меха для боротьби з ворогами.
Протягом гри персонажі отримують рівні досвіду, збільшуючи своє здоров'я, захист і силу атаки. Розвиток персонажів відбувається при встановленні в андроїдів чипів, що дають персонажу нові можливості. Існують як звичайні чипи, що збільшують силу атаки чи здоров'я, так і специфічні, які, наприклад, додають чи забирають з екрану певну інформацію. Кількість чипів, які можна встановити одночасно, обмежена кількістю слотів у персонажа. Гравець вільний прибрати стандартні чипи, позбавивши андроїда певних базових можливостей, задля встановлення інших. Чіпи можна придбати в крамницях або забрати з переможених ворогів. Для найнижчого рівня складності існують чипи, котрі автоматизують бої. Кожен персонаж має свій стиль бою: 2B — нападник з двома видами зброї, 9S має лише одну зброю і спеціалізується на зломі ворогів для нанесення великої шкоди, а персонаж A2 має стиль подібний до 2B з додатковою можливістю короткочасно підвищувати силу атаки, жертвуючи власним здоров'ям. Зовнішній вигляд андроїдів можна змінити за допомогою косметичних предметів.
Для повноцінного розкриття сюжету гра потребує декілька проходжень за різних персонажів. Nier: Automata має 26 різних кінцівок: п'ять основних кінцівок на літери від A до E та 21 додаткову на літери від F до Z. Додаткові кінцівки здобуваються виконанням певних специфічних дій, або програшем певних битв, проте більшість з них є варіаціями «Game over», де персонаж якимось чином вибуває з сюжету.

## Сетинг та персонажі
Події Nier: Automata розгортаються в постапокаліптичному світі через тисячі років після подій оригінальної гри. Всесвіт Nier розгортається в альтернативній часовій лінії серії Drakengard. Попри те, що Nier наслідує традиції Drakengard з похмурою атмосферою та розгалуженими сюжетними лініями, Nier: Automata не має прямого сюжетного зв'язку з іншими іграми серії. Події гри відбуваються у 11945 році нашої ери, коли триває Чотирнадцята війна між людьми та машинами, створеними прибульцями з іншого світу. Люди сформували Опір та евакуювалися на Місяць у так званий Бункер, звідки командують силами андроїдів під назвою «YoRHa». Позбавлені емоцій та справжніх імен, андроїди YoRHa воюють разом з андроїдами Опору на Землі, та намагаються відтіснити загарбників.
Початковим протагоністом є 2B (скорочено від «YoRHa No.2 Type B»), бойовий андроїд YoRHa, головними рисами якого є спокій і врівноваженість. 2B супроводжує 9S (скорочено від YoRHa No.9 Type S), андроїд-«сканер» чоловічої статі, який виявляє більше емоцій, ніж інші одиниці YoRHa. Протягом гри з'являється ще один ігровий персонаж: «A2», застарілий атакуючий андроїд з мовчазним характером, яка часто воліє діяти наодинці. Андроїдів підтримують Pod 042 і Pod 153, літаючі боти, схожі на коробки, які діють як далекобійні знаряддя. Головні антагоністи гри — Адам і Єва, близнюки-контролери Машинної Мережі та Червоні Дівчата — конструкція всередині Машинної Мережі. Серед інших персонажів: старший офіцер YoRHa, «Командир»; лідер опору — Анемона; Паскаль — машина, яка не любить конфліктів і бажає миру; Девола і Попола — андроїди-близнюки, які допомагають опору і є персонажами оригінальної Nier, а також Еміль, який втратив свої спогади за роки, що минули після оригінальної гри.

## Сюжет
На початку гри андроїди серій 2B і 9S єдині виживають після повітряної атаки (ця частина гри відбувається в стилі shoot ’em up на кшталт Ikaruga), і отримують наказ розвідати місцевість. Вони виявляють і знищують величезну машину класу «Голіаф». В ході бою 9S зазнає поранень, захищаючи 2B. 9S завантажує копію особистості напарниці в Бункер, аби потім мати змогу завантажити її в нове тіло. Через наближення нових ворожих сил, андроїди підривають себе, знищуючи й машини. 2B відроджується в новому тілі, збентежена тим, що новий 9S не пам'ятає останніх подій.
Андроїди досліджують руїни міста, де знаходять табір інших андроїдів, які потребують їх допомоги. Вирушивши далі в пустелю, 2B і 9S виявляють ворожих машин, здатних розмовляти. Їм вдається дістатись до руїн, серед яких виявляється печера, а в ній — материнський корабель прибульців. Проникнувши всередину, андроїди натикаються на командира машин в подобі людини — Адама, та його брата Єву. Ці двоє виявляються фізичними втіленнями мережі машин, які намагаються знайти сенс існування, розкривши, що їхні творці були знищені вже багато століть тому. В бою Адам і Єва програють, але успішно тікають.
2B і 9S прямують до лісових територій, де діє андроїд-жінка А2, котра стала дезертиркою. Транспорт з припасами в цей час опиняється під атакою, тому 2B й 9S вирушають туди надати підтримку. Щойно вони прибувають, з глибин океану з'являється величезна машина. 9S вирушає запустити по ворогові ракети і після успішної атаки таємниче зникає. 2B в пошуках напарника опиняється в таємничому білому місті, де Адам утримує 9S у полоні. 9S розкриває, що Адам від'єднав себе від колективу машин і багато в чому подібний до людських андроїдів. Коли 2B знищує Адама, Єва божеволіє та збирає армію машин. 9S вирушає на ремонт до Бункера. Він виявляє похибку в синхронізації з Бункером і розкриває, що люди насправді вимерли ще задовго до нападу прибульців через провал проєкту «Гештальт». У Бункері зберігається лише геном людства, а Опір — це вигадка, що існує тільки для того, аби андроїди мали мету для життя. Відновивши тіло, 9S поспішає допомогти решті «YoRHa».
2B зустрічає робота Паскаля, від'єднаного від мережі машин, який погоджується допомогти. Вони вирушають на занедбаний завод, щоб домовитись про мир з групою подібних машин. Ті створили релігійний культ, але переговори з ними провалюються. Ці машини раптом починають убивати одні одних і всіх навколо. 2B об'єднується з 9S, удвох вони прямують підтримати Опір до нової точки зіткнення. На місці виявляється величезна машина, керована Євою. Знищивши Єву, «YoRHa» починають масштабну атаку на машини. Проте божевілля Єви перекидається на всіх «YoRHa» і згодом 9S. 2B убиває напарника, але той встигає завантажити копію свідомості в навколишні машини і згодом повертається в новому тілі. Машини, що були зайняті його свідомістю, відновлюють самоконтроль.
2B і 9S підривають себе для знищення ворогів і відновлюються в Бункері. Там вони виявляють, що тамтешні андроїди, в тому числі Командир, заражені божевіллям Єви. 2B і 9S тікають на Землю, де їм допомагає A2. Бункер в ході втечі вибухає. 2B виявляє, що заражена, і вручає A2 меч, до якого завантажено копію її свідомості. Після цього А2 вбиває 2В. У цей час з-під землі піднімається вежа, сконструйована машинами, через що 9S губиться в лісі.
A2 захищає свідомих машин Паскаля. Проте страх змушує машин вчинити самогубство, тоді Паскаль просить стерти його пам'ять, що A2 і виконує. 9S тим часом прямує до вежі, але для доступу в неї необхідно відвідати три шпиля. Під час подорожі 9S дізнається, що машини й андроїди нічим принципово не відрізняються. До того ж, вірус божевілля закладено штучно, аби «YoRHa» зазнавали поразки щоразу, коли стають близькі до перемоги. Після цього вірус усувається і починається нова війна, що дає сенс життя обом протиборчим сторонам. Зрештою 9S проникає у вежу, де бореться з іншими андроїдами серії A2. Він використовує їхню деталь для саморемонту, в результаті заражаючись. А2 також проникає до вежі, де стикається зі штучним інтелектом — координатором війн, який розривається між бажанням припинити нескінченну боротьбу та дізнатися чи здатні в її ході штучні форми життя розвиватися. A2 і 9S зустрічаються, А2 розкриває, що 2B — це насправді андроїд серії 2E, призначення якої полягає у знищенні 9S, коли вони дізнаються правду про долю людства. 9S проявляє ознаки зараження та обертається проти A2.
Гра має загалом 26 фіналів, але дійсні сюжетні (5 фіналів) зводяться, за винятком деталей, до того, що:
- Якщо гравець обирає битися за А2, то андроїд перемагає 9S і зцілює його від логічного вірусу, після чого жертвує собою для знищення вежі.
- Якщо вибір падає на 9S, в поєдинку обоє андроїдів знищують одне одного. Машини, не маючи більше ворогів, завантажують свою свідомість у ракету й відправляють її з вежі на пошуки нового дому. Копії 9S пропонується вирушити з ними.
- Після отримання цих двох гілок фіналів відкривається епілог, у якому обслуговуючі боти під час титрів добувають копії свідомостей A2, 2B і 9S. Троє андроїдів згодом оживають на Землі в нових тілах.

## Адаптації
«Nier: Automata Ver1.1a» — аніме 2023 року від студії A-1 Pictures, що переповідає початок гри з тією різницею, що це попередній цикл війни, котра триває в 5012 році.

## Оцінки й відгуки
| Агрегатор  | Оцінка                                         |
| ---------- | ---------------------------------------------- |
| Metacritic | PS4: 88/100 PC: 84/100 XONE: 90/100 NS: 89/100 |
| OpenCritic | 89/100                                         |

| Видання       | Оцінка        |
| ------------- | ------------- |
| Destructoid   | 9/10          |
| Eurogamer     | Рекомендовано |
| Famitsu       | 39/40         |
| Game Informer | 7.75/10       |
| GameSpot      | 9/10          |
| GamesRadar+   | [ 25 ]        |
| IGN           | 8.9/10        |
| Polygon       | 8/10          |

Оригінальна версія Nier: Automata для PS4 зібрала середню оцінку 88 балів зі 100 на агрегаторі Metacritic, засновану на 101 відгуці критиків. Версія для ПК також отримала схвальні відгуки на основі 12 відгуків і оцінку 84/100. Версія для Xbox One здобула ранг «загальне визнання», отримавши 90/100 балів на основі 30 відгуків.
PC Gamer гра описувалася як «Красива, меланхолічна екшен-гра, стильна і вкрай непередбачувана». Відзначалося, що хоча Nier: Automata продовжує серію, знання попередніх подій необов'язкове. Гра використовує несподівані зміни ракурсу та стилю, що дещо спантеличує, але додає цікавої хаотичності. Хоча вона використовує загалом знайомі механіки, їхнє поєднання дає в сумі незвичайний ігровий досвід. Щодо атмосфери зазначалося: «До речі, це справді сумна гра. Війна з машинами здається нескінченною, і народи, з якими ви стикаєтесь у безпеці міст та баз опору на поверхні, мають власні трагічні історії. Навколо кожної зони розкидані десятки побічних місій, і більшість із них затемнені смутком. Є проблиски надії, але більшість частину ви проводите, занурюючись у морок впалої цивілізації. Але водночас у тоні гри є дивна краса, яка надає їй дивно неповторної виразності».
Згідно з GameSpot, «Якщо ви знаєте про режисера гри Йоко Таро, то знаєте, що слід чекати несподіваного. Сюди входить все: від незвичайного саундтреку, просоченого вокалом, до загартованої в боях героїні, яка прогулюється з елегантністю супермоделі. Automata також надає добре виконану та вивірену бойову систему, рівень якої сам по собі робить Automata вартою своєї ціни… Беручи до уваги вимогливий бій, який винагороджує спритність і акробатичні навички 2B, не було б хибним стверджувати, що Automata ближче до духовної наступниці Metal Gear Rising: Revengeance, також розробленої Platinum».